# 諾克斯縣 (印第安納州)
諾克斯县（英語：Knox County）是美国印第安纳州西南部的一個縣，西隔沃巴什河與伊利诺伊州相望，面積1,357平方公里。根據2020年美國人口普查，共有人口36,282人。縣治温森斯（Vincennes）。該縣成立於1790年6月20日，是本州最早成立的縣。縣名紀念首任美国战争部长亨利·诺克斯。